# Live Phish Volume 4
Live Phish Vol. 4 es un álbum en directo de la banda de rock estadounidense Phish grabado en el club Drum Logos de Fukuoka, Japón el 14 de junio de 2000. Es parte de la única gira de Phish en Japón.
El álbum llegó al puesto número 127 de la lista Billboard 200 de Estados Unidos.

## Lista de canciones

### Disco 1
1. "Carini" (Anastasio, Fishman, Gordon, McConnell) - 9:53
2. "The Curtain" (Anastasio, Daubert) - 6:37
3. "Cities" (Byrne) - 9:36
4. "Gumbo" (Anastasio, Fishman) - 12:17
5. "Llama" (Anastasio) - 5:09
6. "Fee" (Anastasio) - 6:40
7. "Heavy Things" (Anastasio, Herman, Marshall) - 5:28
8. "Split Open and Melt" (Anastasio) - 15:00

### Disco 2
1. "Back on the Train" (Anastasio, Marshall) - 13:33
2. "Twist" (Anastasio, Marshall) - 18:01 ->
3. "Fukuoka Jam #1" (Anastasio, Fishman, Gordon, McConnell) - 16:19 ->
4. "Walk Away" (Walsh) - 4:44 ->
5. "Fukuoka Jam #2" (Anastasio, Fishman, Gordon, McConnell) - 6:46

### Disco 3
1. "2001" (Deodato) - 14:12 ->
2. "Sleep" (Anastasio, Marshall) - 3:15 ->
3. "The Squirming Coil" (Anastasio, Marshall) - 10:32

## Personal
- Trey Anastasio - guitarra, voz
- Page McConnell - piano, órgano, voz
- Mike Gordon - bajo, voz
- Jon Fishman - batería , voz